# 瑞典哥德堡展覽及會議中心
瑞典哥德堡展覽及會議中心（瑞典語：Svenska Mässan）是位一座於瑞典哥德堡庫石街的展覽及會議中心，屬哥德堡活動大道的重要組成部分。作為斯堪的纳维亚半岛最大的會議中心及欧洲最大的酒店及會議設施之一，該中心總面積達18.1萬平方米，其中展覽空間佔4.1萬平方米，每年吸引約180萬人次到訪。此中心其餘14萬平方米的空間則由不同酒店和餐廳使用，全數皆屬典展覽及會議中心基金會所擁有。

## 歷史
早於1804年，《哥德堡日報》就已經提出了一項舉辦商品交易會的建議：「為瑞典工業產品設立一個展示場所，以增進本國人及外國人對其的了解，從而促進其傳播；對於哥德堡值得尊敬、誠信且愛國的商業團體來說，這難道不是一個值得期待的機會嗎？」
1917年8月7日，醫生西格德·漢森在《哥德堡商務與航運報》發表了一篇文章，才首次認真地討論在哥德堡舉辦商品交易會的計劃。 該提議於1917年9月27日在哥德堡證券協會（Göteborgs Börssällskap）進行討論，由印刷商人瓦爾德馬·扎克里森作開場報告，並決定向哥德堡商會（Göteborgs Handelskammare）提議，探討在哥德堡舉辦瑞典商品交易會的可行性。哥德堡因其優越的地理位置被認為是舉辦交易會的理想地點：對來自挪威和丹麥的訪客而言交通便利，且與瑞典國內各地有良好的直接交通聯繫。這些聯繫包括南部的西海岸鐵路通往斯堪尼和丹麥群島，北部的布胡斯鐵路通往斯特伦斯塔德，貝里斯拉格鐵路直達奧斯陸、耶夫勒和斯德哥爾摩，西部幹線鐵路，以及哥德堡—博羅斯—阿爾維斯塔鐵路直通卡爾馬和卡爾斯克羅納，還有哥德堡—西約塔蘭鐵路。
1917年12月13日，商會決定將此願景付諸實現，並隨之成立了交易會管理委員會。瑞典皇家陛下從製造業貸款基金中撥款3,000瑞典克朗，而在此之前，哥德堡市議會已向商會提供15,000瑞典克朗的撥款。此外，個別商人還簽署了總額30,000瑞典克朗的擔保承諾。
首次展覽
1918年，哥德堡商會舉辦了一場商業展覽會，並邀請了25個瑞典生產商參加，該展覽會及後亦發展為現時的瑞典哥德堡展覽及會議中心。此次展覽會囊括了許多行業，其中包括：機械工具、金屬製品、金銀製品、瓷器、紡織品、木製品、圖書工業、皮革製品等。當時展覽會的其中一個重要規定為：不允許直接或間接地進行商品的零售行為。最初五年，博覽會於七月或八月舉行，為期七天。場地設在臨時安排的四座相鄰校舍內，包括：哥德堡商學院、哥德堡拉丁語學院、哥德堡學校和其他幾所學校。1918年7月8日，瑞典國王古斯塔夫五世為展覽會主持開幕，當天吸引了近2萬名參加者。第一屆展覽持續至7月14日，成交額約5,000萬瑞典克朗。自1925年起，展覽會於每年五月舉辦，每次為期約九天。

## 活動

### 早期展覽
- 1924年：無線電展覽
- 1925年：家居展覽
- 1926年：園藝與花卉展覽
- 1927年：全國瑞典廣告展覽。同年，首輛沃爾沃汽車展出；展位上還展示了來自七家瑞典鐵廠和工廠的半成品零件，這些零件用於製造該車。
- 1928年：道路展覽
- 1929年：汽車展覽
- 1930年：消防展覽
- 1931年：建築展覽
- 1932年：汽車與船舶製造展覽
- 1933年：廣告展覽
- 1934年：電力展覽
- 1935年：瑞典羊毛處理宣傳展覽
- 1936年：哥德堡市住宅展覽（Bo Bättre）
- 1937年：道路建設技術展覽
- 1938年：「今日辦公室」展覽
- 1939年：混凝土製品行業聯合展覽
- 1939、1941、1943年：北歐藝術展覽
- 1940年：防空設備展覽
- 1941年：工業消防展覽。這一年，ASEA首次展示了其電動汽車。
- 1942年：全國瑞典天然石材展覽  [3]

### 現代展覽及活動
本中心曾是2013年歐洲歌唱大賽的四個候選場地之一，但最終馬爾摩體育館被選為舉辦場地。

## 標誌
本中心的標誌最初由瑞典藝術家托爾斯滕·勳伯格設計，早在1923年禧年博覽會上便已使用。多年來，該標誌除風格化及強化某些特徵外，幾乎未作改變。此標誌描繪了羅馬神話中的墨丘利，他是商人的守護神，與希臘神話中的赫爾墨斯有諸多相似之處，包括其標誌性的帶翅膀頭盔。

## 鄰近交通
本中心毗鄰哥德堡的公共交通樞紐——庫石街，訪客可在此搭乘哥德堡電車、巴士、長途巴士及彩虹巴士等公共交通工具。西部連接綫庫石街站亦在興建途中，預計2030年開通。

### 哥德堡電車
以下電車路綫途徑本中心（庫石街）：
- （往Högsbotorp和默恩达尔）
- （往Angered和默恩达尔）

### 彩虹巴士
彩虹巴士提供來往哥德堡市區（尼爾斯·愛立信總站）和哥德堡-蘭德維特機場的巴士路線，其中停靠庫石街（往市區方向為A4月台、往機場方向為A2月台）。

## 外部連結
- 官方網站